# Шемийе-ан-Анжу (кантон)
Шемийе-ан-Анжу (фр. Chemillé-en-Anjou, до 5 марта 2020 года назывался Шемийе-Меле, фр. Chemillé-Melay) — кантон во Франции, находится в регионе Пеи-де-ла-Луар, департамент Мен и Луара. Расположен на территории двух округов: шесть коммун входят в состав округа Анже, одна — в состав округа Шоле.

## История
Кантон Шемийе-ан-Анжу образован в результате административной реформы 2015 года состав кантона существенно изменился: в его состав вошли отдельные коммуны упраздненных кантонов Вие, Дуэ-ла-Фонтен, Туарсе и Шемийе.
С 2015 года состав кантона неоднократно менялся. 15 декабря 2015 года коммуны Валанжу, Косе-д’Анжу, Ла-Жюмельер, Ла-Турландри, Ла-Шапель-Руслен, Ле-Саль-де-Вие, Нёви-ан-Мож, Сен-Жорж-де-Гард, Сен-Лезен, Сент-Кристин, Шанзо, Шемийе-Миле образовали новую коммуну Шемийе-ан-Анжу. 31 декабря 2015 года коммуна Сент-Обен-де-Люинье вместе с коммуной Се-Ламбер-дю-Латте кантона Шалонн-сюр-Луар – новую коммуну Валь-дю-Лейон.
С 1 января 2016 года коммуны Рабле-сюр-Лейон, Туарсе, Фавере-Машель, Фе-д’Анжу и Шам-сюр-Лейон образовали новую коммуну Бельвинь-ан-Лейон.
С 1 января 2017 года коммуны Норт-Дам-д’Аллансон, Мартинье-Бриан и Шавань образовали новую коммуну Терранжу.
5 марта 2020 года указом № 2020-211 кантон переименован в Шемийе-ан-Анжу. .

## Состав кантона с 5 марта 2020 года
В состав кантона входят коммуны (население по данным Национального института статистики за 2020 год):
- Бельвинь-ан-Лейон (5 780 чел.)
- Больё-сюр-Лейон (1 359 чел.)
- Валь-дю-Лейон (3 455 чел.)
- Мозе-сюр-Луэ (2 028 чел.)
- Обинье-сюр-Лейон (365 чел.)
- Терранжу (3 950 чел.)
- Шемийе-ан-Анжу (21 187 чел.)

## Политика
На президентских выборах 2022 г. жители кантона отдали в 1-м туре Эмманюэлю Макрону 37,6 % голосов против 21,6 % у Марин Ле Пен и 15,7 % у Жана-Люка Меланшона; во 2-м туре в кантоне победил Макрон, получивший 66,0 % голосов. (2017 год. 1 тур: Франсуа Фийон — 26,7 %, Эмманюэль Макрон — 24,1 %, Марин Ле Пен — 17,6 %, Жан-Люк Меланшон — 15,3 %, ; 2 тур: Макрон — 71,5 %).
С 2021 года кантон в Совете департамента Мен и Луара представляют член муниципального совета коммуны Терранжу Одиль Корбен-Магда (Odile Corbin-Magda) и вице-мэр коммуны Шемийе-ан-Анжу Иан Санлер-Коллери (Yann Semler-Collery) (оба — Разные правые).
|                | Кандидаты                             | Партия               | Первый тур | Первый тур     | Второй тур | Второй тур |
| Кол-во голосов | Кандидаты                             | Партия               | % голосов  | Кол-во голосов | % голосов  |            |
| -------------- | ------------------------------------- | -------------------- | ---------- | -------------- | ---------- | ---------- |
|                | Одиль Корбен-Магда Иан Санлер-Коллери | Разные правые        | 4 055      | 57,90          | 4 780      | 66,89      |
|                | Лоран Жирар Катрин Лелуп-Коттен       | Левый блок — Зелёные | 2 105      | 30,05          | 2 366      | 33,11      |
|                | Жан-Пьер Ле Геннек Дельфин Фурмон     | Вставай, Франция     | 844        | 12,05          |            |            |

|                | Кандидаты                     | Партия                  | Первый тур | Первый тур     | Второй тур | Второй тур |
| Кол-во голосов | Кандидаты                     | Партия                  | % голосов  | Кол-во голосов | % голосов  |            |
| -------------- | ----------------------------- | ----------------------- | ---------- | -------------- | ---------- | ---------- |
|                | Маривон Мартен Эрве Мартен    | Правый блок             | 4 214      | 33,41          | 5 864      | 57,48      |
|                | Мариз де Сен-Перн Жерар Телье | Разные правые           | 2 904      | 23,02          | 4 337      | 42,52      |
|                | Манон Лип Клод Фаньяр         | Национальный фронт      | 2 685      | 21,29          |            |            |
|                | Аньес Гелен Франсуа Юзюро     | Разные левые            | 1 936      | 15,35          |            |            |
|                | Натали Куртекюиз Лоран Жирар  | Коммунистическая партия | 875        | 6,94           |            |            |